# Gaëtan Hannecart
Gaëtan Hannecart (27 april 1964) is een Belgisch ondernemer en bestuurder. Van 1994 tot 2021 was hij CEO van projectontwikkelaar Matexi. Anno 2023 is hij CEO van Abacus Group.

## Levensloop
Gaëtan Hannecart studeerde in 1988 als burgerlijk ingenieur werktuigkunde aan de Katholieke Universiteit Leuven af. Hij ging in 1988 bij liftproducent KONE in Londen aan de slag. In 1989 maakte hij de overstap naar IBM in Stuttgart en Brussel. Hij behaalde in 1994 een MBA aan de Harvard Business School in de Verenigde Staten.
Hij ging in september 1994 aan de slag als CEO van Matexi, de projectontwikkelaar en verkavelaar van de familie Vande Vyvere. Hij is gehuwd met Bénédicte Vande Vyvere, kleindochter van medeoprichter Gérard Vande Vyvere. Hij bouwde Matexi uit tot Belgische marktleider in stedelijke (her)ontwikkeling en buurtontwikkeling. In mei 2021 stopte Hannecart als CEO en werd hij door Olivier Lambrecht opgevolgd. Hij bleef wel voorzitter van het investeringscomité en de raad van bestuur van Matexi. In 2023 keerde hij terug bij Matexi. Hij volgde Lambrecht op als CEO en Jo Van Biesbroeck als voorzitter van de raad van bestuur en voorzitter van Abacus, de familieholding boven Matexi.
Hannecart was van 1999 tot 2012 niet-uitvoerend bestuurder van Home Invest Belgium, van 2006 tot 2016 niet-uitvoerend bestuurder van investeringsmaatschappij Cofinimmo, waar hij tevens voorzitter van het benoemings- en remuneratiecomité was, en van 2010 tot 2018 niet-uitvoerend bestuurder van ICT-bedrijf Realdolmen, waar hij ook lid van het benoemings- en remuneratiecomité was. Hij is verder lid van de raden van bestuur van supermarktholding Louis Delhaize Group sinds 2013, N-Side sinds 2016, landbouwgroep SIPEF sinds 2020 en het sociaal netwerk voor buurten Hoplr sinds 2021. Sinds 2017 is Hannecart ook voorzitter van de raad van bestuur van Financière de Tubize, de referentieaandeelhouder van biofarmabedrijf UCB. 
Hij is medeoprichter (sinds 1998) en voorzitter (sinds 2016) van YouthStart, een organisatie die kansarme jongeren ondernemende vaardigheden bijbrengt; het Belgisch instituut voor bestuurders; initiatiefnemer van Belgium's 40 under 40, lid van de Senaat van de KU Leuven en lid van het strategisch comité van het Verbond van Belgische Ondernemingen. Hij is voormalig lid van de European Council van de Harvard Business School, lid van het uitvoerend comité van het Alumni Board van de Harvard Business School en bestuurslid van de Harvard Club of Belgium. Hij was in 2006 medeoprichter en tot 2021 bestuurder van de onafhankelijke denktank Itinera. In 2017 stapte Hannecart in de investeringsmaatschappij Smile Invest rond Urbain Vandeurzen. Hij was tot 2024 voorzitter van het bestuurdersinstituut GUBERNA. Jan Suykens volgde hem op.
In 2024 kreeg hij de titel van baron.